# 16ブロック
『16ブロック』（原題: 16 Blocks）は、2006年のアメリカ合衆国のアクション・スリラー映画。
監督はリチャード・ドナー、主演はブルース・ウィリス。ドナー生前最後の監督作品。ニューヨークのダウンタウンを舞台に繰り広げられる追跡劇を描いている。

## ストーリー
NYPDのジャック・モーズリー刑事は、勤務中にも飲酒するアルコール中毒者で、妹のダイアンからも見放される不良刑事だった。ある日、夜勤明けのジャックは帰宅しようとしたところを上司に呼び止められ、午前10時の大陪審に証人として出廷する囚人エディ・バンカーの護送を命じられる。夜勤明けを理由に断ろうとするジャックに対し、上司は「裁判所のあるセンター・ストリートは、NY市警本部のあるパーク・ロウから16ブロック（約1.6km）程度の距離だ」と言われて渋々仕事を引き受け、エディを車に乗せて裁判所に向かう。
車の中でエディは「12時に大事な用事があるから早く証言を済ませたい」と急かすが、やる気のないジャックは話を聞き流し、車を止めて酒を買いに行ってしまう。車に取り残されたエディは不審な男に殺されそうになり、店から出てきたジャックが男を射殺してエディを連れ出し逃走する。馴染みの酒場に逃げ込んだジャックは応援を要請するが、そこに不良刑事仲間のフランク・ニュージェントたちが現れる。フランクは「エディは仲間の刑事を起訴するために呼ばれた証人だ」と語り、口封じのためにエディを殺そうとする。フランクたちが市警内部の汚職を揉み消そうとしていることを知ったジャックは、フランクたちに向けて発砲し、エディを連れて再び逃走する。フランクたちは汚職に加担しているグルーバー分署長と組み、二人の行方を追う。
ジャックはダイアンの家に向かい拳銃を調達するが、途中でエディが「大事な用事」を果たすために逃げ出してしまう。地下鉄構内でエディを見付けたジャックは裁判所に向かおうとして彼と口論になるが、刑事たちと出くわし、二人は逃走する。エディは命を救ってくれたジャックに感謝し、裁判所に向かうことに決めるが、不意を突かれたジャックが撃たれて負傷する。二人はフランクたちから逃れるためにチャイナタウンに逃げ込み、市警の汚職を捜査するマクドナルド地方検事補に助けを求める。マクドナルドは迎えを送ろうとするが、内通者から情報がフランクたちに漏れてしまい、二人はフランクたちを振り切るためにバスに乗り込む。しかし、フランクたちにタイヤを撃たれたバスは工事現場に追い込まれ、ジャックは乗客を人質にして立て籠もる。フランクとグルーバーは、ジャックを「精神異常を起こしてバスジャックをした刑事」に仕立て上げ、周囲を特殊部隊で包囲する。
ジャックは自分が助からないことを悟り、エディを乗客に紛れ込ませて解放し、乗客が忘れていったヴォイスレコーダーにダイアンに宛てた遺言を残す。フランクたちは特殊部隊にバスに突入するように命令するが、エディが突入を止めるように叫びながらバスに戻ってくる。ジャックはエディを乗せてバスを発進させるが、特殊部隊に銃撃され路地に追い込まれてしまう。バスから脱出した二人だったが、エディが撃たれて重傷を負う。ジャックはダイアンに助けを求め、救急車に乗り込み裁判所に向かう。その途中で、エディは妹がいることを語り、彼女のいるシアトルに移住してケーキ屋になることを語る。ジャックは手当てを終えたエディに対し、「汚職が暴露されて裁かれる汚職刑事の中には、自分も含まれている」と語り、彼に代わって証言を行うと語り、途中で救急車から降りて一人で裁判所に向かう。
裁判所の地下に到着したジャックはフランクと対峙し、彼が無実の人間を死に追いやったことを責めて口論となる。フランクと別れたジャックはエレベーターに乗り法廷のあるフロアに着き、警官たちにマクドナルドを呼ぶように要求する。マクドナルドに対して、ジャックはエディの犯罪記録を抹消することを条件に証言を引き受けようとするが、背後からロバート・トーレス刑事に撃たれそうになる。しかし、ロバートは事情を知った特殊部隊に射殺され、ジャックは地下でのフランクとの会話を録音したヴォイスレコーダーを手に大陪審に出廷する。
2年後、刑務所から釈放されたジャックは、ダイアンや友人たちに囲まれて誕生日を迎える。誕生会の席にはエディから贈られたケーキが置かれており、シアトルでケーキ店を開業したことを報告する手紙と写真が同封されていた。

## 登場人物
ジャック・モーズリー
演 - ブルース・ウィリス
ニューヨーク市警の刑事。バッジナンバーは227。アルコール中毒者で勤務中に飲酒をするなど素行が悪く、落ちこぼれと言われているが危機を察するなど刑事としての勘は優れている。過去に起きた事件で右足を負傷している。諸々の事情からエディの護送を担当する。
エディ・バンカー
演 - モス・デフ
囚人。妹がいる。性格は呑気だが周囲にあきれることもある常識人でもある。ケーキ屋を出店することが夢。悪徳刑事を訴訟する証言のためにジャックは彼を護送する。スポーツが好きなのかシャドーボクシングで身体を慣らしたりもした。色々な人間を見てきたからか人生を楽しんでもいる。
フランク・ニュージェント
演 - デヴィッド・モース
刑事。ジャックの元相棒。汚職事件に関係している。
ダイアン・モーズリー
演 - ジェナ・スターン
ジャックの妹。救急救命士。兄の無様な姿に呆れている。
ダン・グルーバー
演 - ケイシー・サンダー
分署長。ジャックの上司。
ロバート・トーレス
演 - デヴィッド・ザヤス
刑事。
オルティズ
演 - コンラッド・プラ
66分署所属。
マイク・シーハン
演 - ピーター・マクロビー
制服警官。本来は彼がエディの護送をするはずだったが交通渋滞にはまってしまい、ジャックに回った。
マクドナルド
演 - ブレンダ・プレスリー
黒人女性の地方検事補。

## キャスト

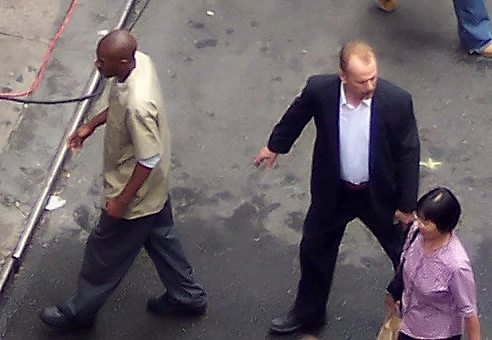
撮影中のブルース・ウィリスとモス・デフ

| 役名                     | 俳優                 | 日本語吹替 | 日本語吹替                                   |
| 役名                     | 俳優                 | ソフト版   | テレビ朝日版                                 |
| ------------------------ | -------------------- | ---------- | -------------------------------------------- |
| ジャック・モーズリー     | ブルース・ウィリス   | 内田直哉   | 野沢那智                                     |
| エディ・バンカー         | モス・デフ           | 檀臣幸     | 江原正士                                     |
| フランク・ニュージェント | デヴィッド・モース   | 佐々木勝彦 | 佐々木勝彦                                   |
| ダイアン・モーズリー     | ジェナ・スターン     | 佐藤しのぶ | 佐藤しのぶ                                   |
| ダン・グルーバー分署長   | ケイシー・サンダー   | 白熊寛嗣   | 納谷六朗                                     |
| ジミー・マルヴィー       | シルク・コザート     |            | 斎藤志郎                                     |
| ロバート・トーレス       | デヴィッド・ザヤス   | 駒谷昌男   | 駒谷昌男                                     |
| オルティズ               | コンラッド・プラ     | 奈良徹     | 奈良徹                                       |
| 交渉人マイク・シーハン   | ピーター・マクロビー | 井上文彦   | 小島敏彦                                     |
| マクドナルド地方検事補   | ブレンダ・プレスリー | 福田如子   | 福田如子                                     |
| 日本語版制作スタッフ     |                      |            |                                              |
| 演出                     |                      | 伊達康将   | 伊達康将                                     |
| 翻訳                     |                      | 小寺陽子   | 小寺陽子                                     |
| 調整                     |                      |            | 金谷和美                                     |
| プロデューサー           |                      |            | 上田めぐみ 小久保聡 水谷圭 吉川大祐 山田兼司 |
| 制作                     |                      | 東北新社   | 東北新社                                     |
| 初回放送                 |                      |            | 2009年11月22日 『日曜洋画劇場』              |

## 評価
Rotten Tomatoesでは161件のレビューが寄せられ、支持率56%、平均評価5.9/10となっている。Metacriticでは34件のレビューが寄せられ、63/100点の評価となっている。
The Village Voiceのマイケル・アトキンソンは、「壮大に見せようとした小さな映画」と批評している。「ローリング・ストーン」のピーター・トラヴァースは四つ星満点中二つ星半を与え、ブルース・ウィリスとモス・デフの二人を「素晴らしいチーム」と称賛した。ロジャー・イーバートは四つ星満点中三ツ星を与え、モス・デフの演技を「キャラクターのパフォーマンスは、アクション映画では予想外のものだった」と絶賛し、映画を「中年のアルコール中毒者にとって丁度良い速度で行われた追跡映画」と批評した。